# Stoyka Krasteva
Pour les articles homonymes, voir Petrova et Krasteva.
Stoyka Krasteva (née Petrova) est une boxeuse bulgare née le 18 septembre 1985 à Dobritch.

## Carrière
Après deux médailles d'or remportées aux Championnats d'Europe de boxe amateur dans la catégorie poids coqs et poids mouches, elle est médaillée d'or olympique dans la catégorie des poids mouches (-51 kg) le 7 août 2021 en battant la Turque Buse Çakıroğlu.

## Palmarès

### Jeux olympiques
- Qualifiée (invitée) pour les Jeux de 2012 à Londres, Angleterre (éliminée en quarts de finale)
- Qualifiée pour les Jeux de 2020 à Tokyo, Japon (perd le match pour la médaille de bronze)

### Championnats du monde de boxe amateur
- Médaille d'or en -54 kg en 2018 à New Delhi, Inde
- Médaille d'or en -54 kg en 2016 à Astana, Kazakhstan

### Championnats d'Europe de boxe amateur
- Médaille d'or en -54 kg en 2018 à Sofia, Bulgarie
- Médaille d'or en -51 kg en 2014 à Bucarest, Roumanie
- Médaille de bronze en -51 kg en 2011 à Rotterdam, Pays-Bas

## Référence
1. ↑  (en) Présentation de Stoyka Petrova sur le site de l'AIBA
2. ↑  (en) Profil olympique de Stoyka Krasteva sur sports-reference.com (archivé)
3. ↑  « Boxer Stoyka Krasteva wins women's flyweight gold medal at Tokyo Olympics », sur espn.com, 7 août 2021 (consulté le 7 août 2021).